# Cotylelobium melanoxylon
Cotylelobium melanoxylon là một loài thực vật có hoa trong họ Dầu. Loài này được (Hook.f.) Pierre mô tả khoa học đầu tiên năm 1889.